# Philonthus sylvicolides
Philonthus sylvicolides es una especie de escarabajo del género Philonthus, familia Staphylinidae. Fue descrita científicamente por Newton en 2017.
Se distribuye por Costa de Marfil.